# Carvalhais (Mirandela)
Carvalhais é uma localidade portuguesa sede da Freguesia de Carvalhais do Município de Mirandela, freguesia com 24,78 km² de área e 1229 habitantes (censo de 2021), tendo, por isso, uma densidade populacional de 49,6 hab./km².
Carvalhais fica a cerca de 2 km a norte de Mirandela. Pode-se dizer que a aldeia de Carvalhais e a aldeia anexa de Vila Nova das Patas, pertencente à mesma freguesia, já foram praticamente anexadas pelo crescimento da cidade de Mirandela devido à construção de casas entre a cidade e as duas aldeias.

## Demografia
Nota: Nos anos de 1911 a 1930 tinha anexada a freguesia de Chelas, que foi desanexada pelo decreto lei nº 27.424, de 31/12/1936, e incluída na de Cabanelas.
A população registada nos censos foi:
| Distribuição da População por Grupos Etários | Distribuição da População por Grupos Etários | Distribuição da População por Grupos Etários | Distribuição da População por Grupos Etários | Distribuição da População por Grupos Etários |
| -------------------------------------------- | -------------------------------------------- | -------------------------------------------- | -------------------------------------------- | -------------------------------------------- |
| Ano                                          | 0-14 Anos                                    | 15-24 Anos                                   | 25-64 Anos                                   | > 65 Anos                                    |
| 2001                                         | 214                                          | 223                                          | 703                                          | 210                                          |
| 2011                                         | 155                                          | 202                                          | 686                                          | 256                                          |
| 2021                                         | 124                                          | 136                                          | 574                                          | 395                                          |

## Metro de Mirandela
No entanto, Carvalhais acabaria por ser a única estação do país a merecer como cognome a venturosa: a 28 de Julho de 1995, o primeiro-ministro Cavaco Silva, cuja política dera o aval ao encerramento da Linha do Tua para Bragança três anos antes, inaugurava o segundo metropolitano do país, entre as estações de Mirandela e Carvalhais, numa distância de 4 km.
A razão pela qual Carvalhais voltou a ter comboio prende-se com o facto da estação estar lado a lado com a EPA - Escola Profissional de Agricultura e Desenvolvimento Rural de Carvalhais/Mirandela. Garantia-se assim aos seus estudantes e funcionários o transporte rápido entre a cidade e a escola. Desde o seu começo a intenção do Metro era a de ligar directamente Carvalhais ao Cachão, alargando o seu conceito de transporte urbano de proximidade, ao que na altura seria feito partilhando o troço Cachão - Mirandela com a CP.
Até Carvalhais as renovadas automotoras da frota podiam atingir velocidades superiores aos comboios entre o Tua e Mirandela: 70 km/h, o que veio a descer para 60 km/h, contra os 45 km/h na restante via. Em Carvalhais foi ainda construída uma oficina da EMEF, responsável pela manutenção do material circulante do Metro.
Não obstante, a estação de Carvalhais permanece abandonada, com portas arrombadas e WC fechado, oferecendo aos passageiros durante todo o ano apenas um pequeno coberto na plataforma.

## Personalidades
- Manuel António de Carvalho, foi deputado às Cortes, par do reino, Ministro da Fazenda e Ministro da Justiça.

## Povoações
- Burrica
- Carvalhais
- Contins
- Vila Nova de Patas
- Vilar de Ledra